# Adolfus
Adolfus és un gènere de llangardaixos de la família dels lacèrtids. Són endèmics de l'Àfrica subsahariana.

## Taxonomia
- Adolfus africanus
- Adolfus alleni
- Adolfus jacksoni
- Adolfus vauereselli